# Smilčić
Smilčić är en ort i Kroatien.   Den ligger i länet Zadars län, i den södra delen av landet, 190 km söder om huvudstaden Zagreb. Smilčić ligger 189 meter över havet och antalet invånare är 248.
Terrängen runt Smilčić är platt åt nordväst, men åt sydost är den kuperad. Runt Smilčić är det mycket glesbefolkat, med 4 invånare per kvadratkilometer. Närmaste större samhälle är Pridraga, 6,8 km nordost om Smilčić. Trakten runt Smilčić består till största delen av jordbruksmark.